# Vestibolo (ferrovia)
In ambito ferrotramviario si definisce vestibolo l'area dove si trovano le porte di salita di una carrozza ferroviaria.
Il vestibolo è solitamente un'area di circa 4 metri quadrati, attrezzata con corrimano ed eventualmente con uno o più strapuntini.
La morfologia del vestibolo (e la sua ampiezza) è strettamente correlata al suo posizionamento sulla carrozza e alle dotazioni che accoglie: nei mezzi a due piani vi si trova anche l'accesso alla scalinata per la salita al piano superiore, mentre in altri veicoli (principalmente di vecchia concezione) può essere dotato di baia d'aggancio per carrozzelle per i non deambulanti.
Spesso nel vestibolo si trovano le porte di accesso ai servizi igienici e gli armadietti delle apparecchiature elettropneumatiche del rotabile.
Il disegno del vestibolo è uno dei punti critici nella progettazione di una cassa, perché l'ampiezza delle aperture delle porte rende la zona particolarmente sensibile agli sforzi di torsione e compressione in caso di incidente.